# Kurultaj
Kurultaj (mongolsko: xural, хурул ali xuraldaan (hural, hurul ali huraldaan), turško: kurultay) je bila politična in vojaška skupščina nekdanjih mongolskih in turških poglavarjev in kanov. Koren besede "kural" ali "hural" pomeni v mongolskem in turškem jeziku "srečanje" ali "zborovanje". Beseda kurultaj je v sodobnem mongolskem jeziku nekoliko zastarela, medtem ko je v sodobnem turškem jeziku obdržala zelo podoben pomen, kot ga je imela. Beseda "kurul" je v turškem jeziku tudi glagol, ki lahko pomeni "biti ustanovljen" ali "biti odobren".

## Mongolsko cesarstvo
Vsi veliki kani Mongolskega cesarstva, med njimi tudi Džingiskan in Ogedej, so bili uradno izvoljeni na kurultaju. Kani podložnih držav, na primer Zlate horde, so se volili na podobnih regionalnih kurultajih. Izvolitvi kana je sledila ustaljena procedura ustoličenja. 
Ustoličenje novega kana Zlate horde v 15. stoletju je opisal nemški popotnik Johann Schiltberger:
Ko izberejo kralja, ga posadijo na belo klobučevino in ga trikrat vržejo v zrak. Potem ga dvignejo, nesejo okrog šotora in posadijo na prestol. V roke mu dajo zlat meč. Potem mora priseči kot je pri njih v navadi.
Ritual nošenja novega kana na ponjavi iz klobučevine se v turškem jeziku imenuje khan kutermiak.
Ruski knezi in bojarji so pogosto prisostvovali volitvam novega kana, ker je moral novi kan ponovno odobriti vsa njihova njihova pooblastila in pravice - jarlike. V 14. stoletju so bile volitve zaradi težav v Zlati hordi vedno bolj pogoste in vedno manj pomembne, tako da je v ruskem jeziku nastala beseda кутерьма (kuterma), ki pomeni "nesmiselno tekanje naokrog".
Kurultaj je bila tudi skupščina cesarstva in plemenska skupščina, ki je odločala o vojaških pohodih in njihovi strategiji in analizirala rezultate teh pohodov. Volila je vojaške poveljnike in določala njihove naslove. Na tak način je bil na kurultaju leta 1206 za velikega kana izvoljen Džingiskan. Večina načrtov za najpomembnejše vojne pohode je bila narejena na cesarskih kuraltajih, medtem ko so se odločitve o manj pomembnih pohodih sprejemale na manj pomembnih kuraltajih politično podrejenih vladarjev in generalov. 
Na kuraltajih so morali prisostvovati vsi pomembni pripadniki plemen, ki so istočasno zasedali tudi ustrezne vojaške položaje. Smrti kanov Ogedeja in Mongkeja leta 1241 oziroma 1259 sta zato povzročili umik mongolskih poveljnikov z obrobja Dunaja in Benetk leta 1241 in iz Sirije leta 1259. Vojaške operacije proti Svetemu rimskemu cesarstvu oziroma Mamelukom, ki bi se sicer nadaljevale, so bile prekinjene.

## Sodobna raba
Številna sodobna mongolska in turška ljudstva uporabljajo besedo kuraltaj v političnom in upravnem smislu kot sinonim za parlament, kongres, konferenco, svet, zbor ali konvencijo. Takšni so, na primer, Svetovni koroltaj Baškircev, Kurultaj Krimskih Tatarov, Nacionalni kurultaj Kirgizistana, Državni veliki kural Mongolije in Burjatski narodni kural. 
Beseda kurultaj ima v sodobnem turškem jeziku tudi več drugih pomenov: "Yüksek Öğretim Kurulu" je "Visoki izobraževalni svet", "genel kurul toplantısı" pa "seja generalne uprave". Kurultaj lahko pomeni tudi generalno skupščino, na primer neke organizacije ali društva, lahko poa je glagol, ki pomeni "biti ustanovljen" ali "biti odobren".